# Stor-Gåstjärnen (Umeå socken, Västerbotten)
Stor-Gåstjärnen är en sjö i Umeå kommun i Västerbotten och ingår i Umeälvens huvudavrinningsområde.